# Nepogomphoides stuhlmanni
Genre
Espèce
Synonymes
- Nepogomphoides pinheyi Fraser, 1952[1]
- Notogomphus stuhlmanni Karsch, 1899[1]

Statut de conservation UICN

 VU B1ab(ii)+2ab(ii) : Vulnérable
Nepogomphoides stuhlmanni, unique représentant du genre Nepogomphoides, est une espèce de libellules de la famille des Gomphidae (sous-ordre des Anisoptères, ordre des Odonates). La déforestation par l'agriculture et par l'industrie forestière sont les principales causes de la perte d'habitat de l'espèce.

## Répartition
Nepogomphoides stuhlmanni est mentionné au Malawi, au Mozambique et en Tanzanie.

## Habitat
L'espèce se retrouve à proximité des rivières forestières.